# Вірковський Микола Миколайович
Мико́ла Микола́йович Вірковський (нар. 23 лютого 1986, Тернопіль) — український футболіст, воротар тернопільської «Ниви» з 2003 року.

## Кар'єра
Вихованець тернопільської СДЮШОР, перший тренер — Михайло Чернятинський. У 2002 році перейшов до дитячо-юнацької команди «Волині», і в сімнадцятирічному віці став гравцем фарм-клубу «Волині» «Ковель-Волинь-2», який виступав у другій лізі. За цей клуб воротар дебютував у другій лізі 22 червня 2003 року, вийшовши на заміну на 83-ій хвилині в домашньому матчі останнього туру проти рівненського «Вереса».
Наступного сезону «Ковель-Волинь-2» втратив статус професіоналів, а Микола Вірковський перейшов до тернопільської «Ниви». У сезоні 2003/04 він був третім воротарем клубу і не зіграв жодного матчу за основний склад, а вже наступного сезону він дебютував у складі «Ниви». Виступав за любительські команди «Бровар» (Микулинці), «Буревісник» (Тернопіль), «Сокіл» (Золочів). Постійне місце в основі тернопільської «Ниви» Вірковському вдалося здобути лише в 2009 році. У сезоні 2009/10 Вірковський був капітаном команди.
У березні 2009 року разом з Юрієм Путрашем та Петром Соколом виступав за збірну групи «А» другої ліги на кубку ПФЛ, яка посіла третє місце.
У липні 2010 перейшов до аматорського клубу ФК «Тернопіль», з яким одразу завоював суперкубок області.

## Студентські змагання
З 20 по 26 липня 2009 року виступав на чемпіонаті Європи з футболу серед студентських команд у складі команди педуніверситету ФК «Тернопіль», яка посіла на турнірі перше місце і здобула звання чемпіонів Європи.
З 19 по 25 липня 2010 року вдруге виступав на студентському чемпіонаті Європи за ФК «Тернопіль», який цього разу завоював бронзові медалі.